# Đenovići
Đenovići je mjesto u Boki kotorskoj, Crna Gora.

## Zemljopisni položaj
Nalazi se na 42° 26' 13" sjeverne zemljopisne širine i 18° 36' 8" istočne zemljopisne dužine. 

## Poznate osobe
- Vjenceslav Čižek (1929. – 2000.), hrv. pjesnik

## Šport
- vaterpolo klub Rivijera (Đenovići)